# Bruinisse

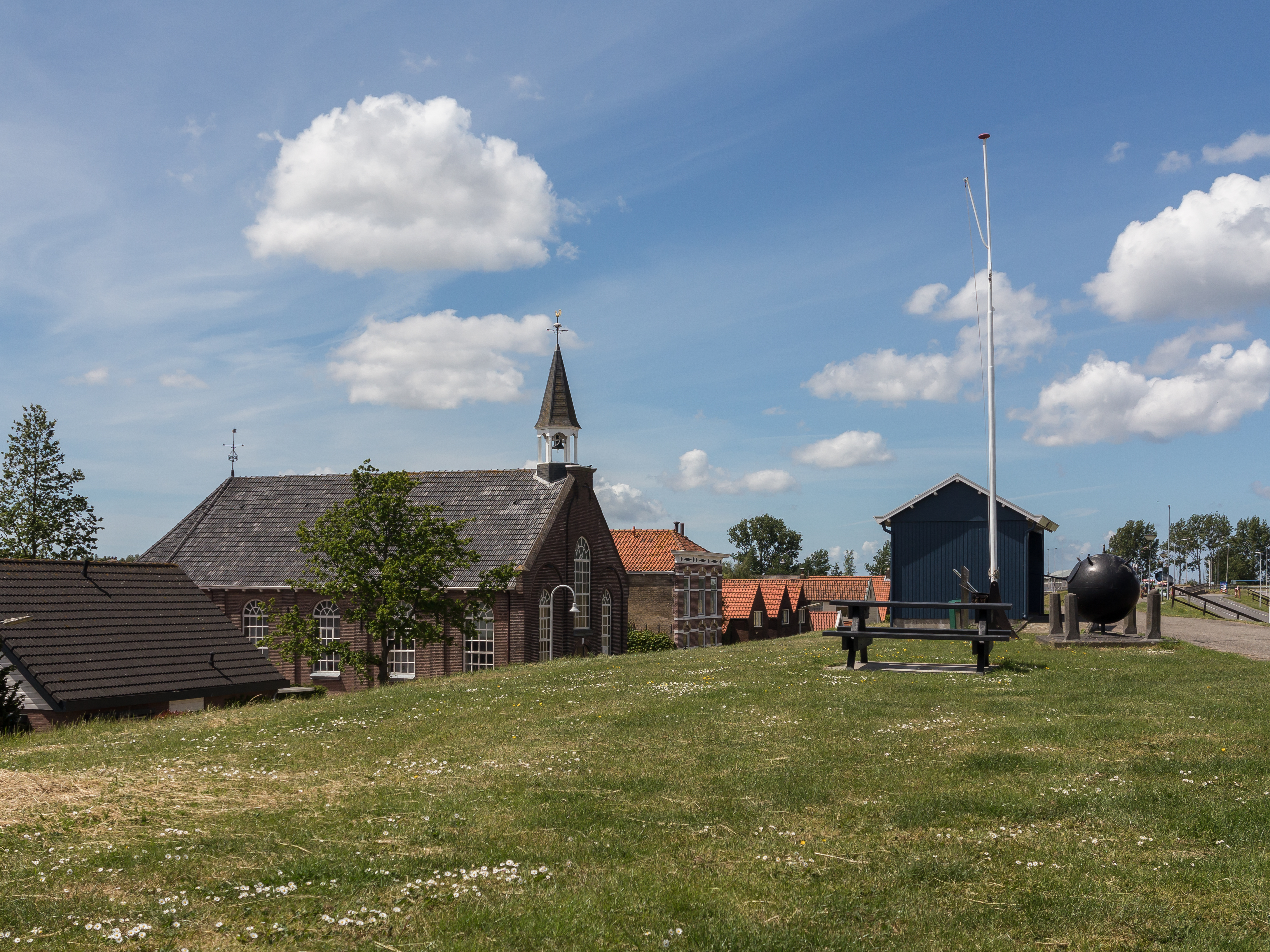
Bruinisse, église protestante

Bruinisse est un village appartenant à la commune néerlandaise de Schouwen-Duiveland, situé dans la province de la Zélande. Le 31 décembre 2008, le village comptait 4 017 habitants.
Bruinisse était une commune indépendante jusqu'au 1er janvier 1997. À cette date, la commune a fusionné avec les autres communes de l'île, pour ne plus former qu'une seule commune, du nom de l'île, Schouwen-Duiveland.